# 安·戴维斯 (罪犯)
安·戴维斯（英語：Ann Davis，1758年—1789年11月23日）是新南威尔士殖民地首位依法处决的女性。她于1788年1月作为罪犯随第一舰队抵达悉尼，次年11月23日因盗窃衣物被判死刑并执行。审理她一案的庭审，是殖民地首次启用平民陪审团。在由男性军人组成的陪审团裁定其有罪后，又召集十二名女性评议她是否怀孕。

## 生平

### 流放
戴维斯生于1758年，曾与威廉·戴维斯结婚。1786年4月，她在伦敦奧卑利刑事法庭因盗窃八双丝质长袜（价值8先令）被定罪，获刑流放七年。1787年5月，戴维斯登上“彭林夫人号”离开英国。该船属第一舰队，负责在澳大利亚建立流放殖民地。她于1788年1月抵达悉尼。在悉尼建殖民地的第二年，戴维斯被指控再犯。1789年1月，她因涉嫌盗取一名女囚的衬衫受审，获判无罪。次月，她因滋事被定罪，处以鞭刑25下。

### 处决
1789年11月14日，戴维斯因闯入一名男囚住所并盗走衣物被捕，人赃并获。她声称衣物是另一名女子给的，但这一说法很快被驳回。1789年11月21日，戴维斯在新南威尔士司法官戴维·柯林斯主持下受审。当日审结，按当时殖民地惯例由全体军人组成的陪审团裁定其有罪。
法官判处戴维斯死刑后，她声称自己怀孕，企图逃避行刑。于是召集十二名有过生育经历的女囚组成“女陪审团”查验。检验结束后，年约六七十岁的首席陪审员对法庭说：“诸位先生，她和我一样处于怀孕状态。”这些查验戴维斯的女性，是新南威尔士首批在刑事审判中担任陪审的平民。当时在英国法律体系下，评议怀孕申诉是女性能参与的最重要司法职责，这一安排已延续四百余年。
1789年11月23日，戴维斯被绞刑处决。行刑时她已醉酒，由两名女子扶着站立。柯林斯记载，她“在同类人普遍的厌恶与冷漠中死去”。2020年，雷切尔·弗兰克斯博士在《悉尼字典》撰文称，这是一段“悲惨的结局”。